# كي كوه (نارستان)
کي کوه (بالفارسية: کی کوه) هي قرية تقع في إيران في قسم نارستان الريفي. يقدر عدد سكانها بـ 23 نسمة بحسب إحصاء 2016.